# Konstantin Grigorjevič Kromiadi
Konstantin Grigorjevič Kromiadi (rusky Константин Григорьевич Кромиади; 21. ledna 1893 ve vesnici Divik na Jižním Kavkaze – 25. dubna 1990 v Mnichově v Německu) byl bílý emigrant bojující ve druhé světové válce na straně nacistického Německa v řadách RNNA (Ruská národní lidová armáda) a ROA.

## Mládí
Narodil se v řecké rodině na Jižním Kavkaze. V době probíhající první světové války se dobrovolně přihlásil na východní frontu. Na jaře 1917 se jako velitel praporu zúčastnil tažení do Persie, které mělo za cíl navázání styku s britskými jednotkami. Za bojové akce byl vyznamenán Řádem svatého Jiří. V řadách Bílé armády ze zúčastnil Ruské občanské války, kterou ukončil v hodnosti plukovníka. Následně emigroval do Německa, kde se živil následujících 16 let jako taxikář.

## Služba v RNNA
Dne 1. září 1941 vstoupil do služeb Rosenbergova říšského ministerstva pro okupovaná východní území. Předsedal komisi pro rozdělování sovětských válečných zajatců podle jejich specializace. Za ostrou kritiku podmínek zadržování zajatců byl z práce v komisi odvolán.
V roce 1942 se nacházel v okupované části Sovětského svazu, kde se podílel na formování dobrovolnických formací zejména RNNA, které byly vytvořeny jako experiment německé zpravodajské služby Abwehr. RNNA byla vedena v duchu carských tradic a jako výsostný emblém používala carskou kokardu. Konstantin Kromiadi byl v březnu 1942 postaven do jejího čela. V této době byl také známý pod pseudonymem Sanin.
Podle rozkazu Adolfa Hitlera však nesměl v německé frontové operační zóně sloužit bílý emigrant ve funkci velitele, proto byl 29. srpna 1942 odvolán z funkce a na jeho místo nastoupil Vladimír Bojarskij.

## Služba v ROA
Na jaře 1943 se ve městě Pskov podílel z pozice náčelníka štábu na formování 1. gardového praporu ROA, který měl být předobrazem výstavby protibolševické ruské armády. Po rozhodnutí německého velení prozatím nepokračovat ve formování dalších takových jednotek, byl odvolán koncem srpna 1943 do Berlína. Od 2. září 1943 se stal jedním ze spolupracovníků generála Andreje Vlasova ve funkci náčelníka jeho kanceláře.
V dubnu 1945 Kromiadi řídil evakuaci ruských rodin z Berlína. Byl také vyslán organizovat přesun do Füssenu, kam se mělo přemístit vrchní velitelství ozbrojených sil KONR z Karlových Varů. Vlak, ve kterém cestoval, byl napaden americkými bombardéry u Plzně, přičemž byl Kromiadi těžce zraněn na noze. Navzdory zranění na místo určení dorazil 20. dubna 1945 v autobusech, které mu poskytl Karl Hermann Frank. Konec války ho zastihl v nemocnici, kde se léčil po zranění.

## Po válce
Po kapitulaci nacistického Německa se vyhnul vydání do Sovětského svazu, protože nebyl jeho občanem. V rámci svým možností se aktivně snažil zamezit vydávání představitelů ROA do SSSR. V probíhající studené válce pracoval jako vedoucí personálního oddělení v rádiu Svobodná Evropa.
V roce 1963 vstoupil do církevní organizace Bratrstvo svatého knížete Vladimíra zabývající se pomocí pravoslavným křesťanům v nesnázích a údržbou pravoslavných kostelů v Německu.
V roce 1980 napsal knihu o svých zkušenostech z protibolševického hnutí s názvem „Za zemi, za svobodu“, která vyšla v San Francisku.
Zemřel 25. dubna 1990 v Mnichově.